# Ángela Aguilar
Ángela Aguilar   (Los Angeles, 8 d'octubre de 2003) Ángela Aguilar Álvarez Alcalá és una cantant mexicana de música regional mexicana. Va obtenir un notable reconeixement després d'interpretar "La Llorona" en el 19.ª Lliurament Anual dels Premis Grammy Llatins el 2018. És néta d'El Charro de Mèxic, Antonio Aguilar. El seu primer àlbum d'estudi en solitari, Primero soy mexicana (2018), va ser rebut amb aclamació crítica i èxit. Ha estat nominada per a un Premi Grammy i dos Premis Grammy Llatins, convertint-se en una de les artistes més joves nominades per a tots dos guardons.

## Biografia
Ángela Aguilar filla de Pepe Aguilar i Aneliz Álvarez-Alcalá va néixer a Los Angeles, Califòrnia, el 8 d'octubre de 2003, quan el seu pare estava de gira. Posseeix doble nacionalitat de Mèxic i dels Estats Units.
El seu pare és un reconegut cantant, els seus avis paterns són els cantants i actors mexicans Antonio Aguilar i Flor Silvestre. Des de primerenca edat, ha acompanyat amb freqüència al seu pare de gira per Amèrica Llatina, amb el seu germà Leonardo Aguilar.

## Carrera
En 2012, amb només nou anys, va llançar Nueva Tradición, al costat del seu germà Leonardo. Va presentar quatre cançons interpretades per Leonardo i quatre per Ángela.
En 2016, va participar en el festival 100 Mujeres de BBC a Ciutat de Mèxic. Amb només 13 anys -era l'artista més jove- li va dir a BBC News que la indústria musical estava dominada per homes i que esperava que això canviés.
A partir de 2018, acompanya al seu pare i el seu germà en la gira Jaripeo sin fronteras.
El 2 de març de 2018, va llançar el seu primer àlbum en solitari, Primero soy mexicana (el títol de la qual està inspirat en la primera pel·lícula de la seva àvia Flor), produït pel seu pare, Pepe. L'àlbum va incloure onze cançons ranxeres ben conegudes, prèviament impregnades per altres artistes musicals prominents com a Lucha Villa, Rocío Dúrcal, i la seva mateixa àvia. Va realitzar el primer senzill de l'àlbum, «Tu sangre en mi cuerpo» en els premis Tu mundo 2018. El 20 de setembre de 2018, va ser nominada a Mejor Artista Nueva i el seu àlbum, Primero soy mexicana va ser nominada a Millor Àlbum Ranxera/Mariachi en el 19è Lliurament Anual del Grammy Llatí. En la cerimònia, ella va cantar "La Llorona", on va rebre una ovació del públic i nombrosos elogis de diversos artistes, inclòs el cantant mexicà Vicente Fernández
. El 7 de desembre de 2018, l'àlbum Primero soy mexicana, va ser nominat per a un Premi Grammy al Millor Àlbum de Música Regional Mexicana.
El 3 d'abril de 2019, va ser nomenada representant artística i cultural de Zacatecas, per l'alcalde Ulisses Mejía Haro. El 21 de maig de 2019, va ser nominada per a tres rúbriques en els premis Joventut. Va interpretar una melodia de cançons al costat dels cantants de mariachi Christian Nodal i Pipe Bueno. El 23 de juliol de 2019, va llançar una presentació exclusiva de «Shallow» en la pàgina de YouTube de l'Academia de Grabación, amb el permís de la compositora, Lady Gaga. Va ser la primera vegada que va gravar en anglès.
El 12 de novembre del 2020, llança el senzill "Dime cómo quieres" junt el cantant Christian Nodal, es va convertir en la primera artista mexicana a entrar a la llista Global 200 de Billboard, va aconseguir el setè platí als Estats Units i diamant a Mèxic. A més de ser la seva primera cançó número 1 a Mèxic. L'1 d'abril de 2021 llança el primer senzill per al seu tercer àlbum d'estudi, titulat "En Realidad". El 24 de setembre de 2021, llança el seu tercer treball discogràfic, titulat Mexicana Enamorada.

## Discografia

### Àlbums
- Navidad con Ángela Aguilar (2013)
- Primero soy mexicana (2018)
- Mexicana Enamorada (2021)[12]

### EPs
- Baila esta cumbia (2020)
- Que no se apague la música (2020)

### Treballs Convidada
- Nueva tradición (Disc familiar) (2012)
- MTV Unplugged (Pepe Aguilar) (2014)